# 워털루 (벨기에)

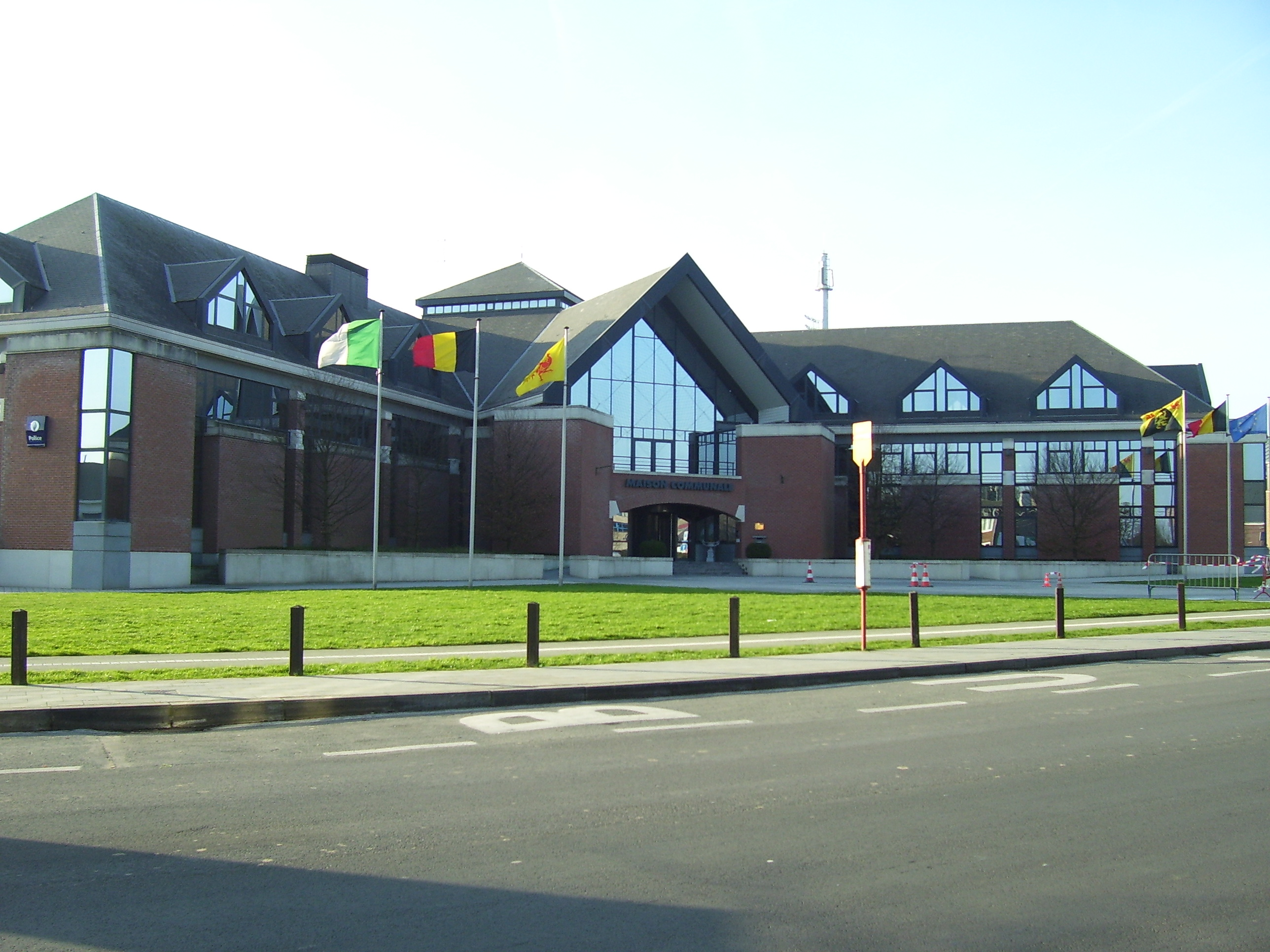
워털루 시청

워털루(프랑스어: Waterloo 우아테를로[*], 네덜란드어: Waterloo 바테를로[*])는 벨기에 브라방왈롱주에 있는 왈롱의 행정 구역으로 2011년 현재 인구는 29,706명이다. 전체 면적은 21.03 km2이며 인구 밀도는 1,413명/km2이다. 1815년 워털루 전투가 벌어졌다.
현재 등록된 인구의 20%인 5,640명이 비(非)벨기에인이며 그들 대부분은 유럽 연합의 정치적 중심인 브뤼셀에 있는 회사나 기관에서 근무한다. 이러한 사람들의 수가 워털루 행정당국에 의해 공개되었다. 비(非)벨기에인은 다음과 같다. 프랑스인(1,237명), 이탈리아인(537명), 영국인(503명), 미국인(445명), 스웨덴인(425명)이다.